# Homotoicha laminata
Homotoicha laminata is een rechtvleugelig insect uit de familie sabelsprinkhanen (Tettigoniidae). De wetenschappelijke naam van deze soort is voor het eerst geldig gepubliceerd in 1891 door Carl Brunner von Wattenwyl.